# Luís Vasco Valença Pinto
Luís Vasco Valença Pinto GCC • GCA (Lisboa, 7 de Fevereiro de 1946) é um General português.

## Biografia
Começou a carreira militar quando entrou para a Academia Militar em 1963. Tirou os cursos de Engenharia Militar na Academia Militar, de Promoção a Capitão da Escola Prática de Engenharia e Curso Geral de Comando e Estado-Maior e o Curso Superior de Comando e Direcção, ambos do Instituto de Altos Estudos Militares.
Foi promovido a General do Exército a 4 de Agosto de 2003. De 5 de Dezembro de 2006 a 4 de Fevereiro de 2011 assumiu as funções de 18.º Chefe do Estado-Maior-General das Forças Armadas de Portugal.

### Condecorações[3][4]
- Grã-Cruz da Ordem Militar de São Bento de Avis de Portugal (13 de Outubro de 2006)
- Grã-Cruz com Espadas da Ordem Pro Merito Melitensi da Ordem Soberana e Militar Hospitalária de São João de Jerusalém, de Rodes e de Malta (23 de Novembro de 2010)
- Excelentíssimo Senhor Grã-Cruz com Distintivo Branco da Ordem do Mérito Aeronáutico de Espanha (18 de Fevereiro de 2011)
- Grã-Cruz da Ordem Militar de Nosso Senhor Jesus Cristo de Portugal (13 de Julho de 2011)